# Guarnacca
La guarnacca è un abito maschile utilizzato soprattutto nel XV secolo, che funge da sopravveste; contraddistinto da maniche molto ampie e una tessitura semplice, era usato anche dagli uomini ecclesiastici. Un particolare tipo di guarnacca è la giornea, particolarmente corta e utilizzata da persone ricche. La guarnacca cadde lentamente in disuso a partire dal XVI secolo.